# Hostěnice
Hostěnice (en allemand : Hostienitz) est une commune du district de Brno-Campagne, dans la région de Moravie-du-Sud, en République tchèque. Sa population s'élevait à 787 habitants en 2020.

## Géographie
Hostěnice se trouve à 9 km au nord-ouest de Rousínov, à 14 km à l'est-nord-est de Brno et à 193 km au sud-est de Prague.
La commune est limitée par Bukovina et Bukovinka au nord, par Račice-Pístovice et Olšany à l'est, par Pozořice au sud-est et au sud, par Sivice au sud, et par Mokrá-Horákov, Ochoz u Brna et Březina (Blansko) à l'ouest.

## Histoire
La première mention écrite de la localité date de 1371.